# (29107) 1981 EO25
1981 إي أو 25 (ويعرف أيضًا باسم (29107) 1981 إي أو 25 وفق تسمية الكوكب الصغير) (بالإنجليزية: 1981 EO25)‏ هو كويكب ضمن حزام الكويكبات؛ وترتيبه 29107 من حيث الاكتشاف.
اكتُشف هذا الجُرم الفلكي بواسطة شيلت جون بوبي في 2 مارس 1981.

## وصلات خارجية
- (29107) 1981 EO25 في قاعدة بيانات مختبر الدفع النفاث لأجرام النظام الشمسي الصغيرة

- الاكتشاف · مخطط المدار ·  العناصر المدارية · المعلمات المادية

- (29107) 1981 EO25 على موقع ويكي سكاي: DSS2, SDSS, GALEX, IRAS, Hydrogen α, X-Ray, Astrophoto, Sky Map, Articles and images